# Kościół Matki Bożej Różańcowej w Katowicach
Kościół Matki Bożej Różańcowej w Katowicach – rzymskokatolicki kościół parafialny pod wezwaniem Matki Bożej Różańcowej przy ul. Zadole w katowickiej dzielnicy Ligota-Panewniki.
Odpust przypada w niedzielę po 6 października.

## Historia
Bp Herbert Bednorz podjął decyzję o utworzeniu nowej parafii i budowie kościoła w katowickim Zadolu w 1983 roku. Kamień węgielny poświęcił papież św. Jan Paweł II na lotnisku „Muchowiec” 20 czerwca 1983 roku. Prace budowlane rozpoczęto 23 września 1985 roku. Kamień węgielny wmurował bp Damian Zimoń 2 czerwca 1987 roku. Świątynię konsekrował abp Damian Zimoń 25 marca 1992 roku. 13 kwietnia 2003 bp Gerard Bernacki poświęcił dzwony. W 2005 roku poświęcono mozaikę przedstawiającą Matkę Bożą, w 2007 roku mozaiki z tajemnicami Różańca Świętego. Biskup Józef Kupny poświęcił figurę Matki Bożej umieszczoną na frontonie kościoła 25 marca 2009 roku. 4 grudnia 2009 poświęcona została figura św. Barbary wykonana z węgla. W 2010 roku zainstalowano organy firmy „Gebr. Späth” sprowadzone z Sulz am Neckar w Niemczech, które 17 lutego 2011 roku poświęcił bp Józef Kupny.

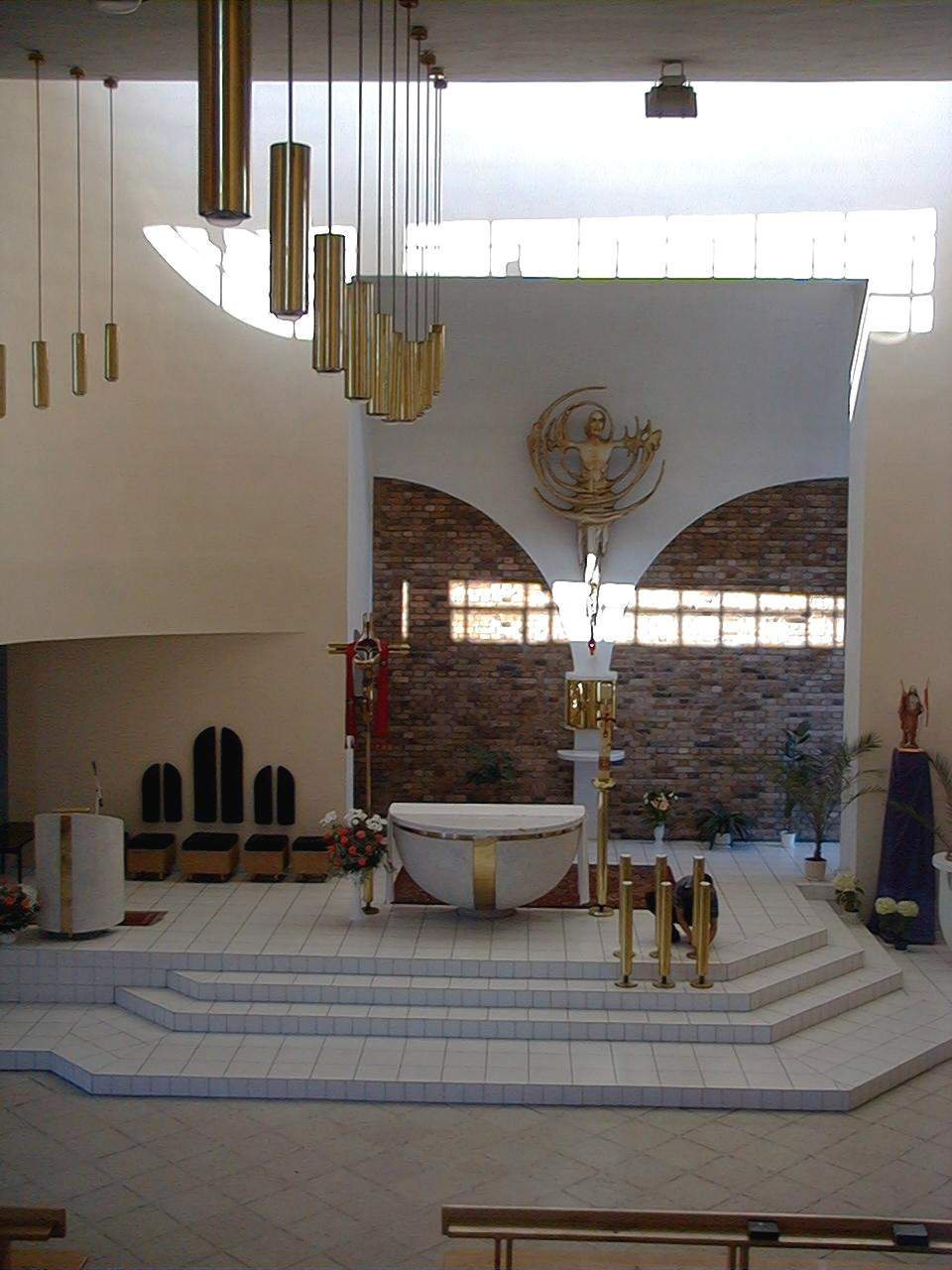
Wnętrze kościoła